# XIV Congreso Forestal Mundial
El XIV Congreso Forestal Mundial se llevará a cabo en el Centro Internacional de Convenciones Inkosi Albert Luthuli, del 7 al 11 de septiembre de 2015, en Durban, provincia de KwaZulu Natal, Sudáfrica. "El XIV Congreso Forestal Mundial, organizado por la República de Sudáfrica, reunirá a la comunidad forestal mundial con el fin de examinar y analizar las cuestiones fundamentales y compartir los medios para abordarlas.
El congreso ─ el primer Congreso Forestal Mundial que se celebrará en África ─ incluye a personas de todos los países, regiones y sectores. Los participantes pueden pertenecer a una organización gubernamental, ONG, empresa privada, organismo científico o profesional, una sociedad forestal, o simplemente pueden tener un interés personal en asistir. La amplia participación y el debate que se establecerá sobre las cuestiones forestales facilitarán su incorporación en los programas mundiales sobre el desarrollo sostenible, así como la creación de nuevas asociaciones.
El programa del Congreso será enriquecedor desde el punto de vista profesional y cultural, e incluirá diversas reuniones, eventos y diálogos, a fin de garantizar que todos los participantes intervengan en la definición de una visión y estrategias para el futuro sostenible de los bosques y del sector forestal".

## XIV Congreso Forestal Mundial
El Congreso Forestal Mundial (CFM) es la principal reunión general sobre bosques y actividad forestal.
"Es organizado cada seis años por un país anfitrión y la Organización de las Naciones Unidas para la Alimentación y la Agricultura (FAO).
El congreso sirve de plataforma para que gobiernos, académicos, sociedad civil, sector privado y las personas interesadas en la actividad forestal se reúnan para analizar y compartir información y conocimientos sobre los bosques y la actividad forestal, y encuentren formas de abordar problemas fundamentales relacionados con el desarrollo sostenible.
En 2015, el CFM se celebrará por primera vez en suelo africano, una vez que a Sudáfrica se le otorgaran los derechos para albergar este evento.
El XIV CFM se celebrará en Durban (Sudáfrica), del 7 al 11 de septiembre de 2015, siguiendo al XIII CFM celebrado en Buenos Aires (Argentina), en el año 2009. El tema del XIV CFM es Los bosques y la gente: invertir en un futuro sostenible.
Objetivos
El XIV Congreso Forestal Mundial tiene por objetivos:
- contribuir a que el sector forestal se posicione como una parte integral del desarrollo sostenible en todos los niveles —nacional, regional y mundial;
- identificar y revisar los principales temas y desafíos que enfrenta el sector, y proponer intervenciones de índole técnica, científica y normativa destinadas a promover la sostenibilidad forestal;
- proporcionar un foro abierto en el cual la comunidad forestal mundial y los socios de sectores afines puedan compartir y debatir sus conocimientos, puntos de vista y hallazgos recientes, y establecer y consolidar alianzas y redes;
- presentar las últimas novedades mundiales del sector forestal utilizando plataformas multimediales para ilustrar las aplicaciones prácticas y las vinculaciones, y
- asegurar que los temas críticos puedan ser abordados y que todos los actores, en particular los jóvenes, estudiantes, profesionales, mujeres y comunidades locales, dispongan de un espacio donde dar voz a las ideas y preocupaciones de sus miembros".[1]

XIV Congreso Forestal Mundial
Los bosques y la gente: invertir en un futuro sostenible
Los bosques son esenciales para la vida en nuestro planeta, para la mitigación del cambio climático y la adaptación ante el mismo, para garantizar un suministro adecuado de agua potable, mejorar la biodiversidad y proporcionar ingresos y medios de subsistencia sostenibles, incluso la seguridad alimentaria. Sin embargo, los bosques deben enfrentar presiones sin precedentes e implacables.
Organización de las Naciones Unidas para la Alimentación y la Agricultura

## Temas del Congreso Forestal Mundial
| Año                            | País           | Lugar            | Tema                                                                       |
| ------------------------------ | -------------- | ---------------- | -------------------------------------------------------------------------- |
| 7 al 11 de septiembre de 2015  | Sudáfrica      | Durban           | Los bosques y la gente: invertir en un futuro sostenible                   |
| 18 al 25 de octubre de 2009    | Argentina      | Buenos Aires     | “Desarrollo forestal: equilibrio vital"                                    |
| 21 al 28 de septiembre de 2003 | Canadá         | Quebec           | «Los bosques, fuente de vida»                                              |
| 13 al 22 de octubre de 1997    | Turquía        | Antalya          | «La actividad forestal para un desarrollo sostenible: hacia el siglo XXI.» |
| 17 al 26 de septiembre de 1991 | Francia        | París            | «El bosque, patrimonio del futuro»                                         |
| 1 al 12 de julio de 1985       | México         | Ciudad de México | «Los recursos forestales en el desarrollo integral de la sociedad»         |
| 16 al 28 de octubre de 1978    | Indonesia      | Yakarta          | "Forests for People"                                                       |
| Octubre de 1972                | Argentina      | Buenos Aires     | «El bosque y el desarrollo socioeconómico».                                |
| Junio de 1966                  | España         | Madrid           | "The role of forestry in the changing world economy"                       |
| 1960                           | Estados Unidos | Seattle          | "El aprovechamiento múltiple del monte y las tierras afines."              |
| 11 de diciembre de 1954        | India          | Dehradun         | Cuarto Congreso Forestal Mundial                                           |
| 10 al 20 de julio de 1949      | Finlandia      | Helsinki         | Cuarto Congreso Forestal Mundial                                           |
| 1936                           | Hungría        | Budapest         | Segundo Congreso Forestal Mundial                                          |
| 1926                           | Italia         | Roma             | Primer Congreso Forestal Mundial                                           |

## XIV Congreso Forestal Mundial
- Antecedentes
- Programa
- Eventos
- Trabajos

Video
- South Africa welcomes the XIV World Forestry Congress